# Louis-Ferdinand Céline (film)
Pour l’écrivain, voir Louis-Ferdinand Céline.
Pour plus de détails, voir Fiche technique et Distribution.
Louis-Ferdinand Céline, sous-titré Deux clowns pour une catastrophe, est un film dramatique français écrit par Marcia Romano et réalisé par Emmanuel Bourdieu, sorti en mars 2016.
Le scénario est une adaptation de l'ouvrage de Milton Hindus L.-F. Céline, tel que je l'ai vu (The Crippled Giant). Hindus était un jeune universitaire juif américain passionné par l'écrivain Louis-Ferdinand Céline, qu'il rencontra lors de son exil au Danemark en 1948.

## Synopsis
En 1948, Louis-Ferdinand Céline est au Danemark, en exil, étant accusé par la justice française de collaboration avec les nazis pendant l'Occupation. Il est accompagné de Lucette, sa femme, et de son chat Bébert. Un jeune universitaire juif américain, Milton Hindus, vient à sa rencontre avec l'idée d'en tirer un livre, et ce sans en informer le romancier, auteur du Voyage au bout de la nuit. Les relations entre l'écrivain antisémite et le jeune homme deviennent progressivement difficiles.

## Fiche technique

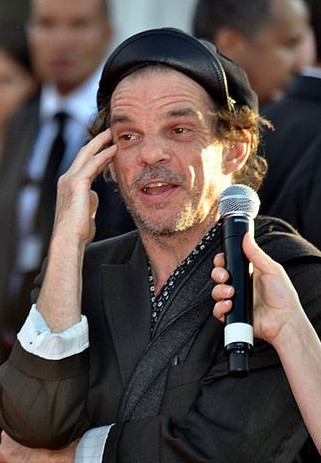
Denis Lavant, l’interprète de Louis-Ferdinand Céline.

- Titre original : Louis-Ferdinand Céline
- Sous-titre : Deux clowns pour une catastrophe
- Réalisation : Emmanuel Bourdieu
- Scénario : Marcia Romano et Emmanuel Bourdieu, d'après L.-F. Céline, tel que je l'ai vu de Milton Hindus
- Musique : Grégoire Hetzel
- Photographie : Marie Spencer
- Décors : Eugénie Collet et Florence Vercheval
- Costumes : Christophe Pidre et Florence Scholtes
- Montage : Benoît Quinon
- Son : Marc Engels
- Production : Jacques Kirsner et Christophe Louis
- Sociétés de production :  Jem Productions, Be-films, Orange Studio, France 3 Cinéma
- Société de distribution : Paradis Films (France)
- Pays d'origine :  France,  Belgique
- Langues originales : français et anglais
- Format : couleur
- Genre : drame, biopic
- Durée : 97 minutes
- Dates de sortie :
  -  Belgique,  France : 9 mars 2016

## Distribution
- Denis Lavant : Louis-Ferdinand Céline
- Géraldine Pailhas : Lucette Destouches
- Philip Desmeules : Milton Hindus
- Rick Hancke : le ministre de la Justice
- Marijke Pinoy : la femme du ministre de la Justice
- Johan Leysen : Thorvald Mikkelsen
- Vanja Godée : Helga Pedersen
- Vincent Collin : le commissaire de police
- Simon Bergulf : le professeur Kristiansen
- Jessica Erickson : la voix d'Eva
- Barry Reddin : soldat américain

## Critiques
François Gibault, écrivain et avocat de Lucette Destouches, la veuve de Céline, a déclaré être plutôt satisfait du film. S'il a relevé la qualité de l'image et des dialogues, ainsi que le traitement du personnage de Milton Hindus, il a cependant souligné le manque de réalisme des personnages de Louis-Ferdinand Céline et de Lucette qui ne correspondraient pas, selon lui, à la réalité.